# Black Sunday
Pour les articles homonymes, voir Black Sunday (homonymie).
Albums de Cypress Hill
Something for the Blunted
(1992) Cypress Hill III: Temples of Boom
(1995)
Singles
1. Insane in the Brain
Sortie : 1993
2. I Ain't Goin' Out Like That
Sortie : 1994

Black Sunday est le deuxième album studio de Cypress Hill, sorti le 20 juillet 1993.
L'opus a été entièrement produit par le DJ du groupe, DJ Muggs, à l'exception de I Ain't Goin' Out Like That, produit par T-Ray.
L'album, qui s'est classé à la première place du Top R&B/Hip-Hop Albums et du Billboard 200, a été certifié triple disque de platine le 24 mai 2000 par la Recording Industry Association of America (RIAA).
Le magazine Q l'a sélectionné parmi ses « 50 meilleurs albums de l'année 1993 ». Melody Maker l'a classé 35e des « 40 albums de l'année 1993 » et NME à la 8e place des « 50 meilleurs albums de 1993 ».
En 1994, le single I Ain't Goin' Out Like That a été nommé pour le Grammy Award de la « meilleure performance rap par un duo ou un groupe ».
Les chansons Hits from the Bong et I Wanna Get High ont été utilisées dans la bande originale du film How High. Hits from the Bong est également présent dans Bon à tirer (B.A.T.) et When The Shit Goes Down dans C'est la fin.

## Liste des titres
| No  | Titre                           | Contient un (des) sample(s) de | Durée |
| --- | ------------------------------- | --- | ----- |
| 1.  | I Wanna Get High                | Taxman de Little Junior Parker Get Outta My Life Woman de The New Apocalypse One Draw de Rita Marley Stoned Is the Way of the Walk de Cypress Hill | 2:54  |
| 2.  | I Ain't Goin' Out Like That     | The Wizard de Black Sabbath Wicked World de Black Sabbath Rainmaker de Harry Nilsson Galaxy Around Olodumare d'Alice Coltrane | 4:27  |
| 3.  | Insane in the Brain             | Good Guys Only Win in the Movies de Mel & Tim Life de Sly & the Family Stone All Over the World (La La) des Youngbloods Get Out of My Life, Woman de George Semper Say It Loud, I'm Black and I'm Proud de James Brown Boom Bye Bye de Buju Banton Hole in the Head de Cypress Hill How I Could Just Kill a Man de Cypress Hill Latin Lingo (Prince Paul Mix) de Cypress Hill | 3:28  |
| 4.  | When the Shit Goes Down         | Deep Gully du Outlaw Blues Band Grab This Thing des Mar-Keys | 3:08  |
| 5.  | Lick a Shot                     | Sweet Pea de Tommy Roe Epistrophy de Richard Davis Zip-a-Dee-Doo-Dah de James Baskett | 3:23  |
| 6.  | Cock the Hammer                 | Uri (The Wind) de Flora Purim Blind Alley des Emotions | 4:25  |
| 7.  | Lock Down                       | Is It Because I'm Black de Syl Johnson | 1:16  |
| 8.  | 3 Lil' Putos                    | I've Told Every Little Star de Linda Scott Ode to Billie Joe de Lou Donaldson Keep Your Distance de Babe Ruth Remix for P Is Free des Boogie Down Productions Stoned Is the Way of the Walk de Cypress Hill | 3:40  |
| 9.  | Legalize It                     | Hallelujah, I Love Her So de Gene Chandler | 0:46  |
| 10. | Hits from the Bong              | Son of a Preacher Man de Dusty Springfield Get Out of My Life, Woman de Lee Dorsey Stoned Is the Way of the Walk de Cypress Hill | 2:40  |
| 11. | What Go Around Come Around, Kid | Get Out of My Life Woman de Grassella Oliphant How I Could Just Kill a Man de Cypress Hill Hand on the Glock de Cypress Hill | 3:42  |
| 12. | A to the K                      | Military Cut - Scratch Mix de DJ Grand Wizard Theodore et Kevie Kev Rockwell Hole in the Head de Cypress Hill | 3:27  |
| 13. | Hand on the Glock               | | 3:32  |
| 14. | Break 'Em off Some              | Money in the Pocket de Joe Zawinul Kool Is Back de Funk, Inc. | 2:44  |